# Gunnar Unell
Nils Gunnar Unell, född 12 december 1930 i Borås församling i Älvsborgs län, död 4 oktober 2019, var en svensk officer i flygvapnet.

## Biografi
Unell avlade officersexamen vid Kungliga Flygkadettskolan 1952 och utnämndes samma år till fänrik vid Svea flygflottilj (F 8), där han tjänstgjorde 1952–1954. Han befordrades till löjtnant vid Flygkadettskolan 1954, till kapten 1962 och till major 1966. Åren 1967–1972 var han lärare vid Militärhögskolan och 1971 befordrades han till överstelöjtnant, varpå han 1971–1973 var stabschef vid Upplands flygflottilj. Åren 1973–1975 var han chef för Trafikavdelningen vid Flygstaben, varpå han 1975 befordrades till överste och 1975–1978 var chef för Hälsinge flygflottilj. Han befordrades till överste av första graden 1978 och var 1978–1980 souschef vid staben i Östra militärområdet, varefter han 1980–1984 var chef för Operationssektion 2 vid Försvarsstaben. Åren 1984–1985 var han chef för den svenska delegationen vid Neutrala nationernas övervakningskommission i Korea. Han var 1985–1990 chef för Förbandsinspektionen vid Flygstaben och 1990–1991 chef för Produktionsledningen vid Flygstaben. Unell lämnade flygvapnet 1991.
Gunnar Unell invaldes 1976 som ledamot i Kungliga Krigsvetenskapsakademien.

## Utmärkelser
- Riddare av Svärdsorden, 6 juni 1970.[6]